# Capsule (pigeonnier)
Pour les articles homonymes, voir Capsule.
Capsule est le nom d'un pigeonnier situé à Caudry dans le Nord (France), œuvre de la designer Matali Crasset réalisé dans le cadre du protocole des Nouveaux commanditaires en 2003.
Capsule est un pigeonnier contemporain créé par la designer Matali Crasset et inauguré en 2003. L’œuvre est le résultat d'une commande passé par des colombophiles pour interpeller les nouvelles générations et leur donner le désir de continuer à faire vivre une tradition séculaire. L’œuvre est installée dans le village de Caudry dans le département du Nord. Elle a été réalisée dans le cadre de l'action des Nouveaux commanditaires de la Fondation de France et produite par artconnexion.

## L'origine de la commande
Sans un regain d’intérêt pour la colombophilie par les nouvelles générations, une tradition est vouée à disparaître. Le maintien du pigeon voyageur comme mode de communication naturelle vaut pourtant comme défi au regard des technologies contemporaines. Afin d’encourager de nouvelles vocations tout en préservant la qualité d’un élevage réputé, l’association colombophile de Beauvois-en-Cambrésis souhaite commander à un artiste contemporain un nouveau prototype de pigeonnier sachant allier esthétique, fonctionnalité et dimension pédagogique. Cette initiative trouve un écho favorable parmi les responsables de la Base de loisirs de Caudry, engagés dans le vaste projet de recréer un environnement naturel (espèces naturelles, zone lagunaire, réserve écologique) disparu à la suite d’une pratique trop intensive de l’agriculture dans le Cambrésis. Il convient de multiplier les activités locales afin d’attirer le public et de donner un nouvel essor à la région. Accueillir le pigeonnier dans la base de loisirs contribue à valoriser le site, par la participation aux concours d’élevage, l’ouverture à la création contemporaine et la découverte d’une tradition.

## Matali Crasset
Après avoir travaillé en collaboration avec Philippe Starck pendant cinq ans, Matali Crasset ouvre sa propre agence en 1998. La ville de Paris lui remet en 1997 le « Grand Prix du design ». Designer-industriel, sa pratique repose sur l’écoute de la demande de l’autre, ses objets conjuguent esthétique et fonctionnalité. Accepter la commande d’un prototype de pigeonnier se situe dans le droit fil de ses recherches, tout en lui offrant la possibilité de se confronter à un contexte pour elle inédit, un contexte naturel, local. Il s'agit pour elle de réaliser sa première micro-architecture. Depuis le projet du pigeonnier, elle a conçu plusieurs hôtels intitulé HI en collaboration avec des architectes, à Nice, Paris et Nefta.

## L’œuvre
Soucieuse dans ses créations d’allier tradition et modernité, Matali Crasset conçoit une forme en capsule, en référence aux pigeonniers de la haute antiquité égyptienne. La structure interne, à partir de laquelle peut s’organiser la mise en place des différents espaces fonctionnels, évoque celle d’un arbre, reposoir naturel des volatiles. La coque externe, enveloppe protectrice entre intérieur et extérieur, laisse présager d’un univers secret à découvrir, invitation pour le public à entrer dans cette architecture inédite. Forme simple et colorée, la capsule se détache nettement sur l’espace où elle se déploie sur une hauteur de plus de six mètres. Surélevée, comme en suspension, elle évoque l’idée de départ, l’envol, forme aérodynamique évocatrice d’un univers futuriste et ludique, support pour l’imaginaire s’abandonnant au monde des pigeons voyageurs.